# Bassin de Foxe
Pour les articles homonymes, voir Foxe.
Le bassin de Foxe est une baie bordée à l'est et au nord par l'île de Baffin, et à l'ouest par la péninsule de Melville. Sa profondeur varie entre 100 m dans la section nord et 400 m au sud. Il a été baptisé ainsi d'après l'explorateur du XVIIe siècle Luke Fox. 

## Description
Cette dépression enfermée dans le bouclier canadien rappelle en plus petit la baie d’Hudson. Ses eaux peu profondes (90 mètres maximum) recouvrent un socle ancien préservé sous des calcaires sédimentaires. Il contient les dernières grandes terres émergées découvertes en Amérique du Nord. Ses eaux peu profondes et ses rives en pente douce restent dangereuses pour la navigation. 
Les passages étroits entre la partie sud-ouest du bassin de Foxe et la baie d'Hudson retiennent souvent des zones de glaces marines à longueur d'année. La glace marine racle le fond en remuant le silt qui se mélange à l'eau et qui lui donne une couleur brune particulière. Les marnages du bassin peuvent varier de 3,5 m à 9 m dans son extrémité sud-est. En raison de la glace, de la hauteur des marées et de sa profondeur, les navigateurs ont préféré l'éviter comme chemin vers l'Arctique. 
Le bassin de Foxe constitue une aire d'estivage vitale pour les jeunes baleines et un lieu de mise bas pour les femelles.